# 花山ダム
花山ダム（はなやまダム）は、宮城県栗原市、一級河川・北上川水系迫川（はさまがわ）に建設されたダムである。
宮城県土木部河川課・栗原地方ダム総合事務所が管理する堤高48.5mの重力式コンクリートダムの都道府県営ダムで、宮城県北部における北上川の主要な支流である迫川の治水と、栗原市・登米市への利水を主目的とした補助多目的ダムであり、宮城県が初めて手掛けた県営ダムでもある。ダムによって形成された人造湖は花山湖（はなやまこ）と命名された。

## 地理
迫川は、宮城県内では江合川に次ぐ規模の北上川水系である。栗駒山を水源として概ね南東へ流れ、途中二迫川と三迫川を合わせる。この合流地点より上流部の迫川本流は以前は「一迫川」と呼ばれ、ダム建設時もこの河川名であった迫川はその後伊豆沼や長沼などの湖沼群を支流に形成しながら北上川の旧流路である旧北上川に合流する。ダムは迫川が山地から平野部へ流出する地点の狭窄部に建設された。建設当時の所在地は栗原郡花山村であり、ダム名も村の名前から採られたが、平成の大合併によって付近の町村と共に合併し、現在は栗原市となっている。

## 沿革
宮城県内の北上川水系において迫川は江合川と共に主要な支流として仙台平野を潤していた。だが古来より水害を度々惹き起こし、仙台藩以来度重なる河川改修が続けられていたが、それぞれ副作用を生じた。仙台藩の河川改修は水運重視であったため旧北上川への付け替え工事に伴い旧北上川の洪水が迫川に逆流しやすくなった。また1932年（昭和7年）の「迫川河水改良事業」では捷水路（しょうすいろ）整備による蛇行の修正という河道整備が行われたが、改修前より川幅が狭くなってしまい、その影響で河水の流下が阻害され1947年（昭和22年）のカスリーン台風、1948年（昭和23年）のアイオン台風において狭窄部から洪水が沿岸に溢れ、流域の人家や農地が壊滅的被害を受けた。一方で仙台藩62万石の基礎を支える仙台平野北部の栗原郡や登米郡は迫川にその多くを依存していたが、渇水の際には水争いが頻発していた。さらに耕地拡大が進むにつれ、従来の河川から直接取水する方式では限界を生じつつあった。
この時期北上川水系は上流から下流に至るまで河川総合開発事業が行われており、建設省（現・国土交通省）を始め農林省（現・農林水産省）、宮城県・岩手県は各個で事業を行っていたが、統制の取れた治水と利水を行い仙台市を中心とした流域の産業振興を図るため1954年（昭和29年）に北上川流域は「北上特定地域総合開発計画」の指定を受けた。「北上川五大ダム」や「江合川総合開発事業」（鳴子ダム。江合川）がこれに組み込まれ、迫川においても宮城県が計画していた「第一次迫川総合開発事業」が計画に組み込まれた。
また、迫川流域には平安時代に発見され、以後地域の主要な鉱工業として盛んに採掘が進められていた細倉鉱山があった。当時は三菱金属鉱業（現・三菱マテリアル）が銅や亜鉛を採掘しており、銅・亜鉛精錬のための電力や採掘に従事する労働者の増加に伴う水道需要の増大などもあり、鉱山への利水も課題となっていた。1941年（昭和16年）11月には下流の栗原郡一迫町（現・栗原市）に水路式発電所として三菱川口第一発電所（現・細倉金属鉱業川口第一発電所）が運転を開始し、鉱山へ最大1,550kWを送電したがこれでは足りず、新規の電力供給が求められた。
こうした経緯から、宮城県による「第一次迫川総合開発事業」の中心事業として1950年（昭和25年）より計画されたダムが花山ダムである。

## 補償
ダムは1950年よりダム地点の選定を行う予備調査に入り、現在のダム地点が選定された。選定理由は両岸が切り立った安山岩より構成される狭窄部でダムを建設するだけの基礎地盤が十分な強度であること、そしてダムの規模に比べ広大な人造湖を形成し総貯水容量が十分に確保できるという二つの理由であり、ダムを建設するには理想的な地点であった。1952年（昭和27年）には国庫補助事業に指定され、翌1953年（昭和28年）よりダムの具体的な諸元を決めるための実施計画調査に入った。
当時この地点には旧花山村の中心部181世帯が生計を営んでおり、町役場を始め学校や診療所など主要な公共施設も存在していた。花山ダム建設に伴ってこの181世帯が水没することとなり、住民との補償交渉が持たれた。ところが、現在のダム事業では考えられないが補償交渉が進められている間に、ダム建設のための諸設備を建設するための工事用道路を敷設する仮設備工事を県が着手したことにより住民が猛反発。住民は「花山村ダム対策委員会」を結成しダム建設絶対反対に方針転換し補償交渉も中断した。県は仮設備工事を中止して住民との対話を再開しようとしたが、一旦態度を硬化させた住民の説得は容易ではなく、説得は一年以上を費やした。
住民が納得し補償交渉が再開したのは翌1954年（昭和29年）4月のことであった。県は知事直轄の「花山ダム補償室」を設置、諮問機関である「一迫川総合開発事業対策委員会」の助言を受けながら「対策委員会」と交渉。県側3名・委員会側10名を以って代表委員会を設置して議論を行い、結果をそれぞれ一迫川総合開発工事事務所（県側）と対策委員会・部落懇談会・村民大会（住民側）に落として対策を協議する交渉方式とした。住民は村の存亡を賭け、県側は北上特定地域総合開発計画の成功に欠かせない事業の成功のため、双方真剣勝負の議論を行った。
交渉の中で村の中心部が水没することから代替地を確保して集落ごと移転させる方式が提案され、この案が概ね了承されたことにより1955年（昭和30年）6月30日に補償交渉が妥結した。これ以後水没予定地の上流部にある座主地区に代替住宅地が造成され、役場を始め多くの施設・住宅が移転。地域発展の尊い犠牲となった。ダム本体は1957年（昭和32年）に完成し同年11月より運用を開始した。

## 目的

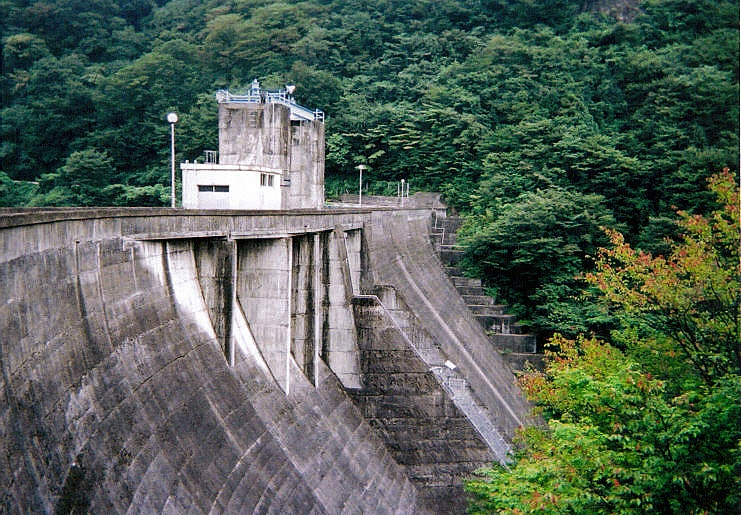
栗駒ダム（三迫川）

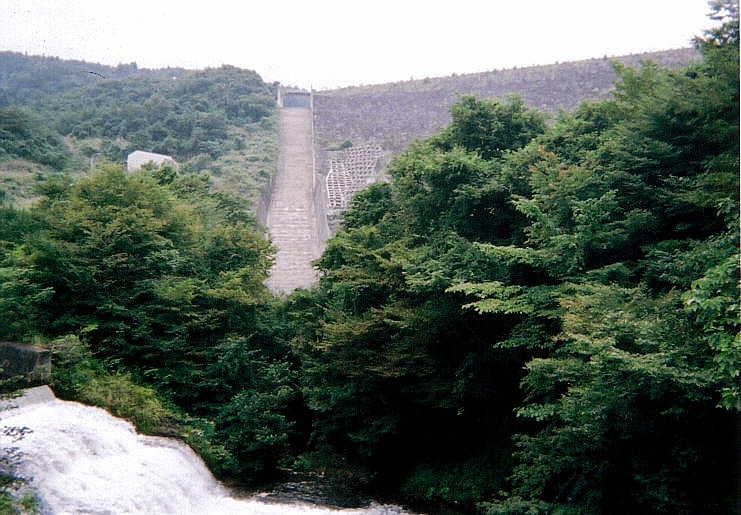
荒砥沢ダム（二迫川）

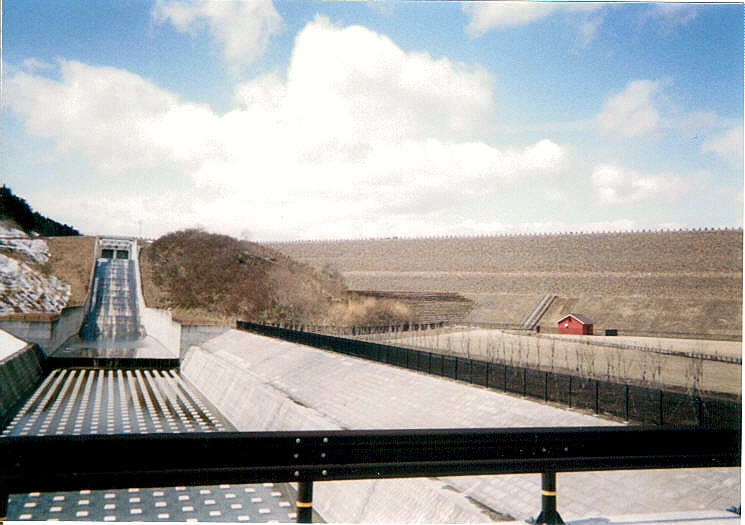
小田ダム（長崎川）

ダムは完成当時の堤高が47.8m、目的は洪水調節、不特定利水、灌漑、水力発電の四つであった。洪水調節はダム地点から旧北上川合流点までの迫川沿岸を対象としており、カスリーン台風・アイオン台風時の洪水を基準とした計画高水流量・毎秒1,440トンを毎秒455トン（毎秒985トンのカット）に低減させる。灌漑については仙台平野北部の8,844.5haに対して最大で毎秒19.6トンを供給する。
細倉鉱山関連の目的としては不特定利水・水力発電がある。不特定利水では、通常は慣行水利権分の農業用水を確保するための取水量分を放流するが花山ダムでは細倉鉱山への上水道と工業用水道を補給するための供給量を確保する。供給量は上水道が日量2,592トン、工業用水道が日量5,184トンであった。水力発電については三菱川口第一発電所（現在は細倉金属鉱業株式会社川口第一発電所）の水源として利用する他、新たに三菱川口第二発電所（現・細倉金属鉱業川口第二発電所。認可出力：1,500kW）を設けて細倉鉱山操業を補助する。三菱金属鉱業はこの花山ダムの他秋田県の森吉ダム（小又川）においても電気事業者として参入し、ダム事業に関わっている。
花山ダム完成後も県によって引き続き総合開発事業が行われ、三迫川には1961年（昭和36年）に栗駒ダム（重力式・62.0m）が完成している。また農林水産省東北農政局による国営農業水利事業に河川管理者として参画し、支流の二迫川に1991年（平成3年）に荒砥沢ダム（ロックフィル・74.4m）が、長崎川には2007年（平成19年）に小田ダム（ロックフィル・43.5m）が完成しており、完成後は県に管理が移管されて何れも栗原地方ダム管理事務所による管理が行われている。現在は「第二次迫川総合開発事業」が1971年（昭和46年）より進められ、自然湖である長沼に補助多目的ダムとして長沼ダム（アースダム・15.3m）が建設されている。これらのダムは冬季には多くの渡り鳥が羽を休めているが、県では鳥インフルエンザ予防の観点で過密する伊豆沼の渡り鳥を分散させるために、ダム湖の周辺整備事業に乗り出している。

## 再開発
花山ダムは完成以降、二度に亘るダム再開発事業が行われている。一度目は1961年より1967年（昭和42年）の6年間実施された「花山ダム第二期工事事業」、二度目は1991年より2005年（平成17年）まで14年を費やした「花山ダム再開発事業」である。

### 第二期工事
ダム建設において、水没する花山村中心部の集団移転地として上流の座主地区が選定され、役場や診療所など村の中枢が移転した。だがこの座主地区はダム湖が満水になると水面よりも土地が低い地域であった。このため囲い堤を地区の周囲に建設して、満水時にも対応できるようにしていた。ところが、ダム完成の翌1958年（昭和33年）5月に融雪洪水が起こりダム湖の水位が上昇、囲い堤より溢れた湖水が座主地区に流入して約124haが冠水する被害を与えた。このため浸水被害を防除するため洪水をそのまま放流する緊急放流を実施、ダムは洪水を貯えられず洪水調節機能を果たせないという事態に陥った。
最大目的である洪水調節機能不全と、補償のために造成した代替地への被害という二重のショックを受けた宮城県は、1959年（昭和34年）より排水樋管を改良して代替地の水捌けを良くする一方で地質調査を実施。1961年より座主地区自体を盛土によるかさ上げを行って満水時の湖面よりも標高を高くして浸水被害を防御する計画を立てた。これが「花山ダム第二期工事」であり、大規模な盛土を行うことから同時に都市再開発計画を進めて区画整理などを実施。総工費3億8500万円を掛けて1967年に完成した。以降座主地区において浸水被害はなくなっている。

### ダム嵩上げ

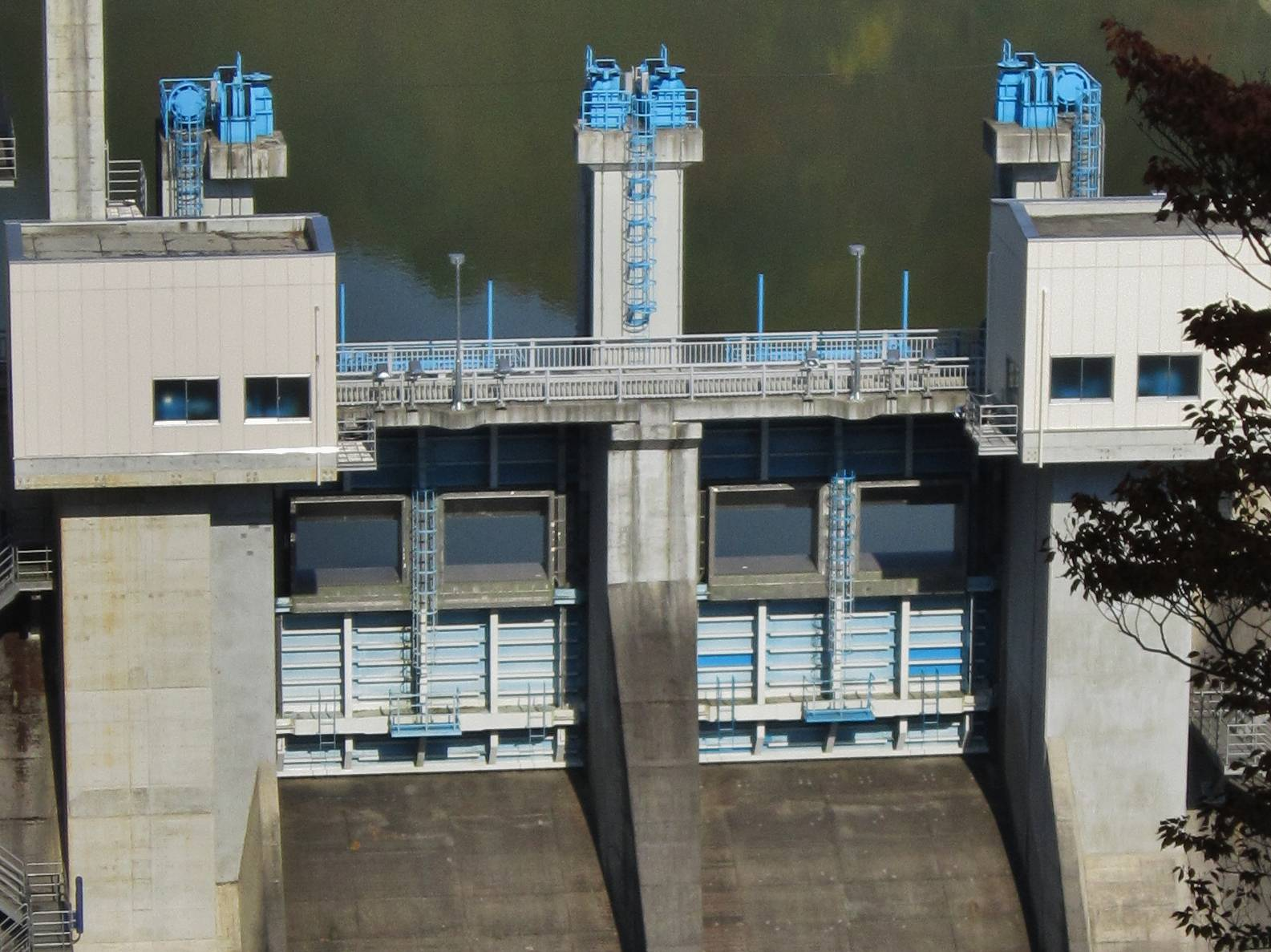
花山ダムのゲート
下が親ゲートで上に開いているのが子ゲート。非洪水期は開いている部分から放流する。

一方完成より40年が経過し施設は次第に老朽化していった。特に洪水を放流するゲートは旧式で細かな水量調整ができず、放流時にはある程度全開操作を行わなければならないため効率的な水運用が出来なかった。また周辺地域の水需要は急激に変化、東北自動車道・東北新幹線の開通や仙台市のベッドタウンとして栗原地域は人口が増加し、上水道需要が逼迫。また1987年（昭和62年）に細倉鉱山が閉山し精錬事業のみを継続、さらに精錬事業も縮小し銅・亜鉛のリサイクル事業に特化したことで鉱山への上水道・工業用水道・水力発電需要が減少した。
様々な要因が重なったために県は1991年より花山ダムの施設改良を柱とした「花山ダム再開発事業」に着手した。これはダムの高さを0.7m嵩上げしゲート・取水塔を改築した。特にゲートについては下段の親ゲートと上段の子ゲートの二段式ゲートに改良、洪水期以外の放流に関しては子ゲートを開いて親ゲートより越流させて、自然流下による放流を行う方式とした。これは近年のダム型式における主流である自然調節方式である。
2005年に完成したこの事業によって従来の目的に上水道機能が追加され栗原市及び登米市に日量19,000トンの上水道を供給するほか、洪水調節機能を強化して毎秒1,350トンの計画高水流量を毎秒230トン（毎秒1,120トンのカット）に低減。再開発前に比べさらに毎秒175トンの貯留が可能になり、新しい花山ダムとしてリニューアルスタートを切った。水力発電事業に関しては三菱川口第一発電所は現在も稼働中であり、三菱川口第二発電所と共に三菱マテリアルの関連企業となった細倉金属鉱業に管理が移行され、引き続き電力を同社に供給している。

## 花山湖

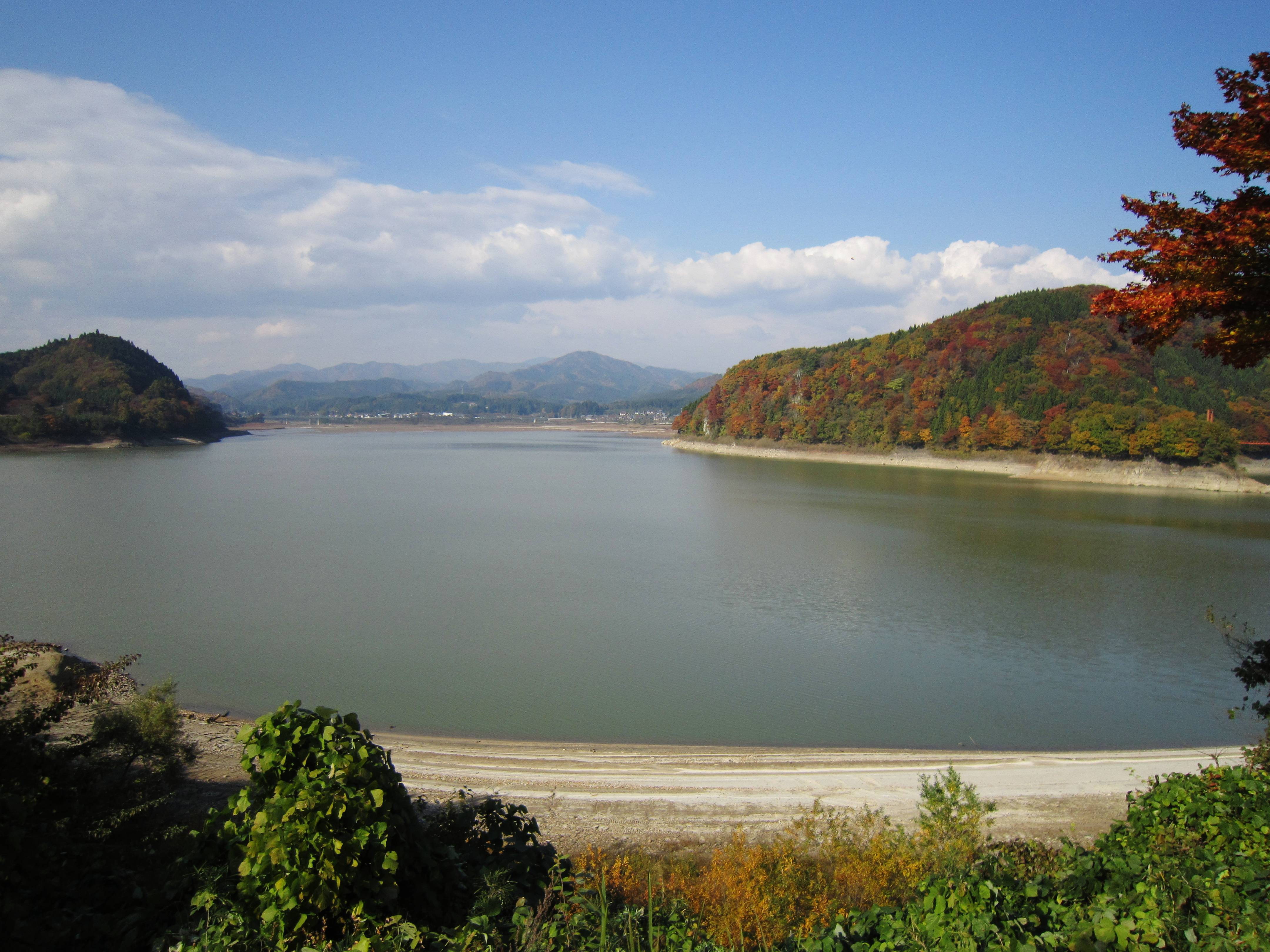
花山湖

ダムによって出来た花山湖は、現在では栗原市のレジャースポットとして多くの市民が訪れる。湖ではヘラブナ、イワナ、ヤマメ、ハヤ、ニジマス、サクラマス、カジカといった魚類の宝庫であり、ウナギも釣ることが出来る。冬季にはワカサギ釣りも楽しめる。湖は宮城県花山漁業協同組合が漁業権を所有しており、一日券1,000円~1,500円、年間券4,000円で釣ることが可能である。ただしイワナ・ヤマメ・ニジマス・サクラマスは全長15cm以下の幼魚については、漁業資源保護の観点から持ち帰ることが禁止されている。湖面利用については制限航行速度が2ノット（時速3.7km）に制限されているため、モーターボートなどのエンジン付き船舶の乗り入れが禁止されているが、それ以外は乗り入れ可能であるためカヌーやウィンドサーフィンを楽しむ光景もよく見られる。
花山湖周辺には栗原市花山支所や花山青少年旅行村などの施設があり、テニスコートやキャンプ場などのレジャー施設が整っている。直下流には牛渕公園があり栗原市民の憩いの場となっており、秋には紅葉の名所であるほか10月には「湖秋まつり」が開かれ、湖に映える紅葉を眺めながら地元で採れた山菜鍋や宮城県産和牛のステーキを味わうこともできる。近くには前九年の役で安倍氏一族が拠った花山（華山）城跡や国の史跡に指定されている仙台藩花山村寒湯（ぬるゆ）御番所跡、小田ダム、細倉マインパークがある。また上流には温湯温泉や湯の倉温泉など温泉が多く、秘湯のたたずまいを見せている。ただし温湯温泉より先は冬季通行止めとなるので注意。鳴子温泉にも比較的近い。
花山ダム・花山湖へは東北自動車道・築館インターチェンジから国道4号経由で国道398号に入り、約30分程度で到着する。公共交通機関ではJR東日本・陸羽東線池月駅が最寄の下車駅になる。

## ギャラリー

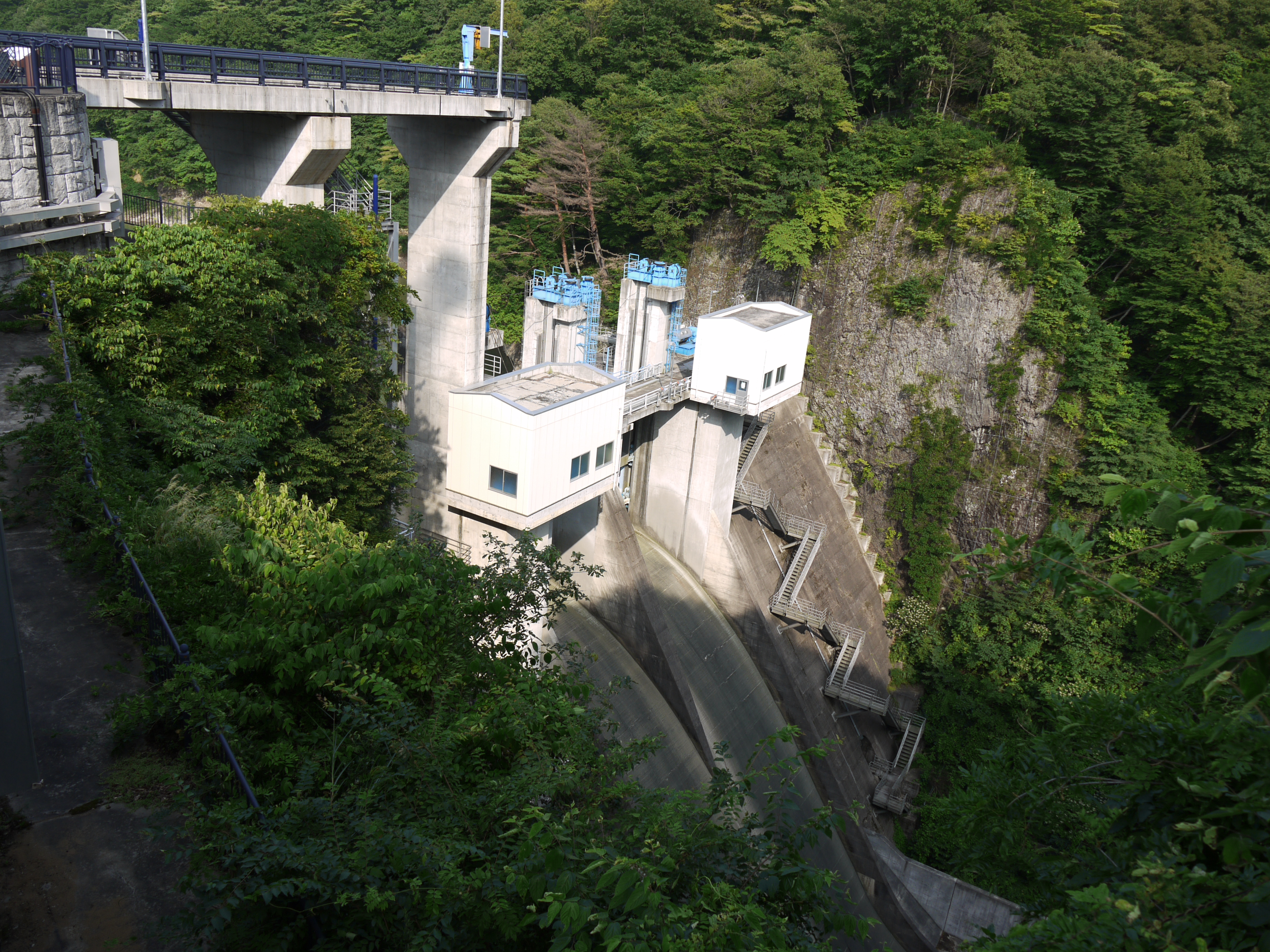
ダム堤体（2013年8月13日）
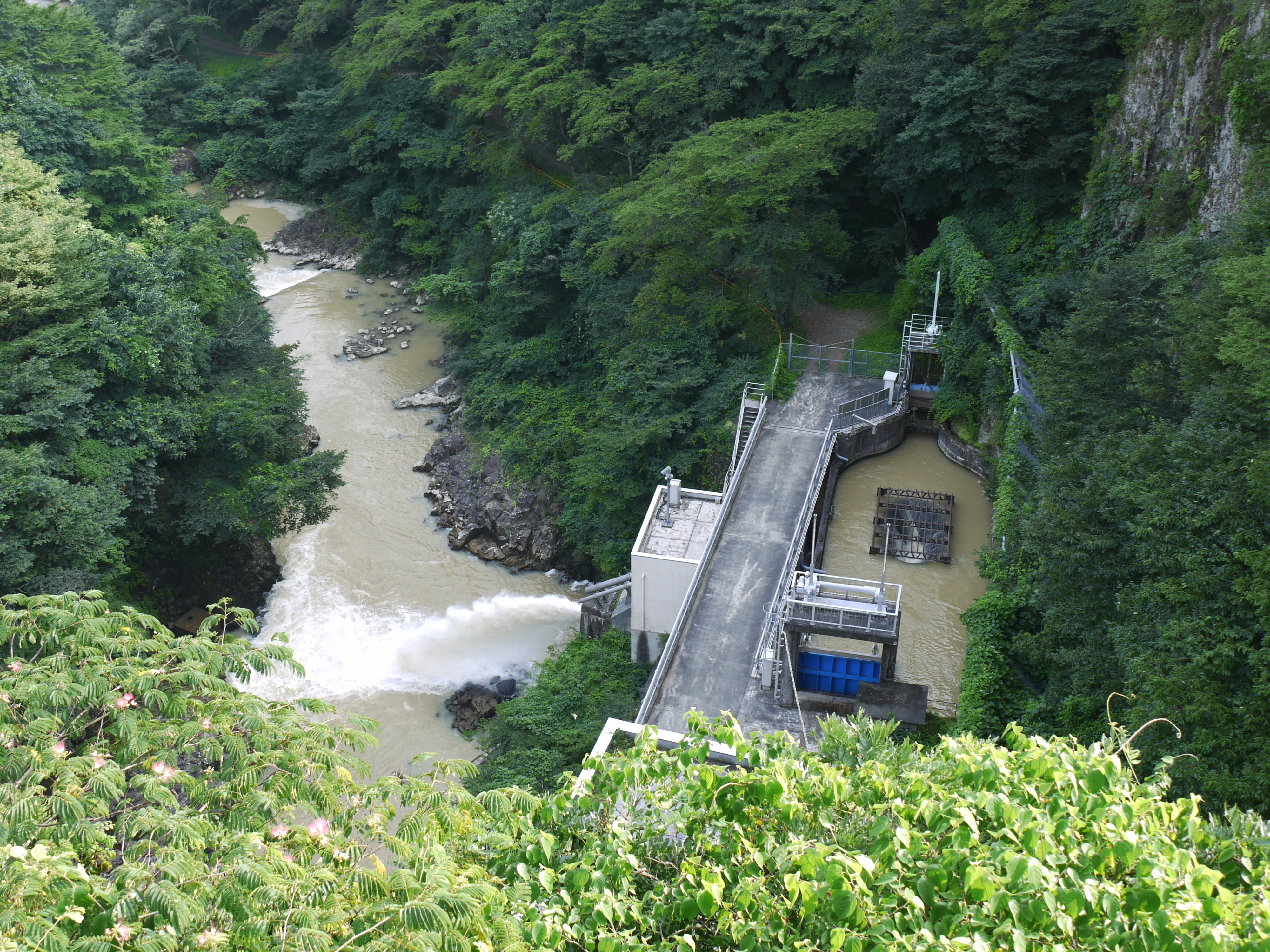
発電所からの水路 小規模ながらダム穴が見られる（2013年8月13日）
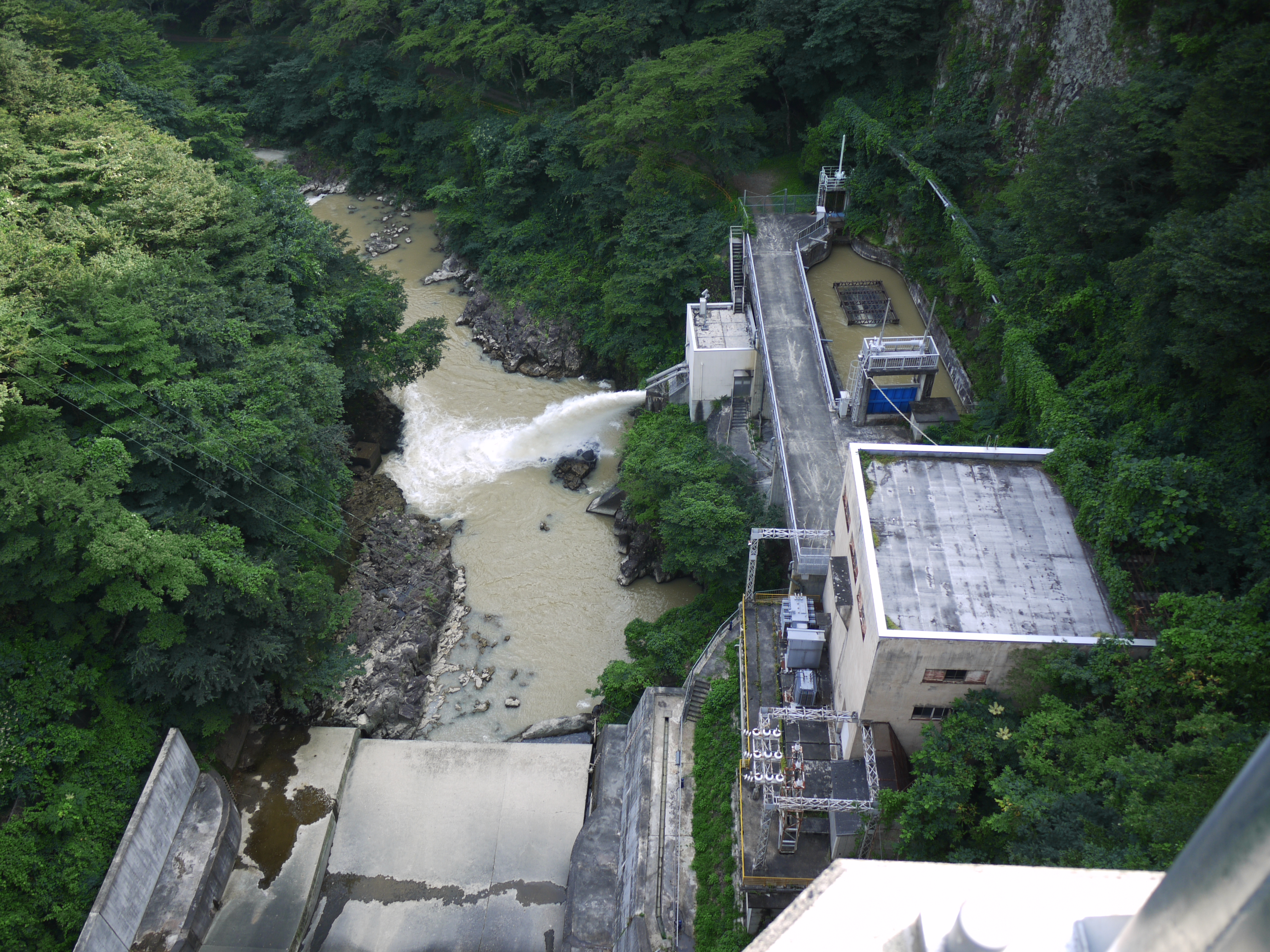
ダム下流の様子（2013年8月13日）
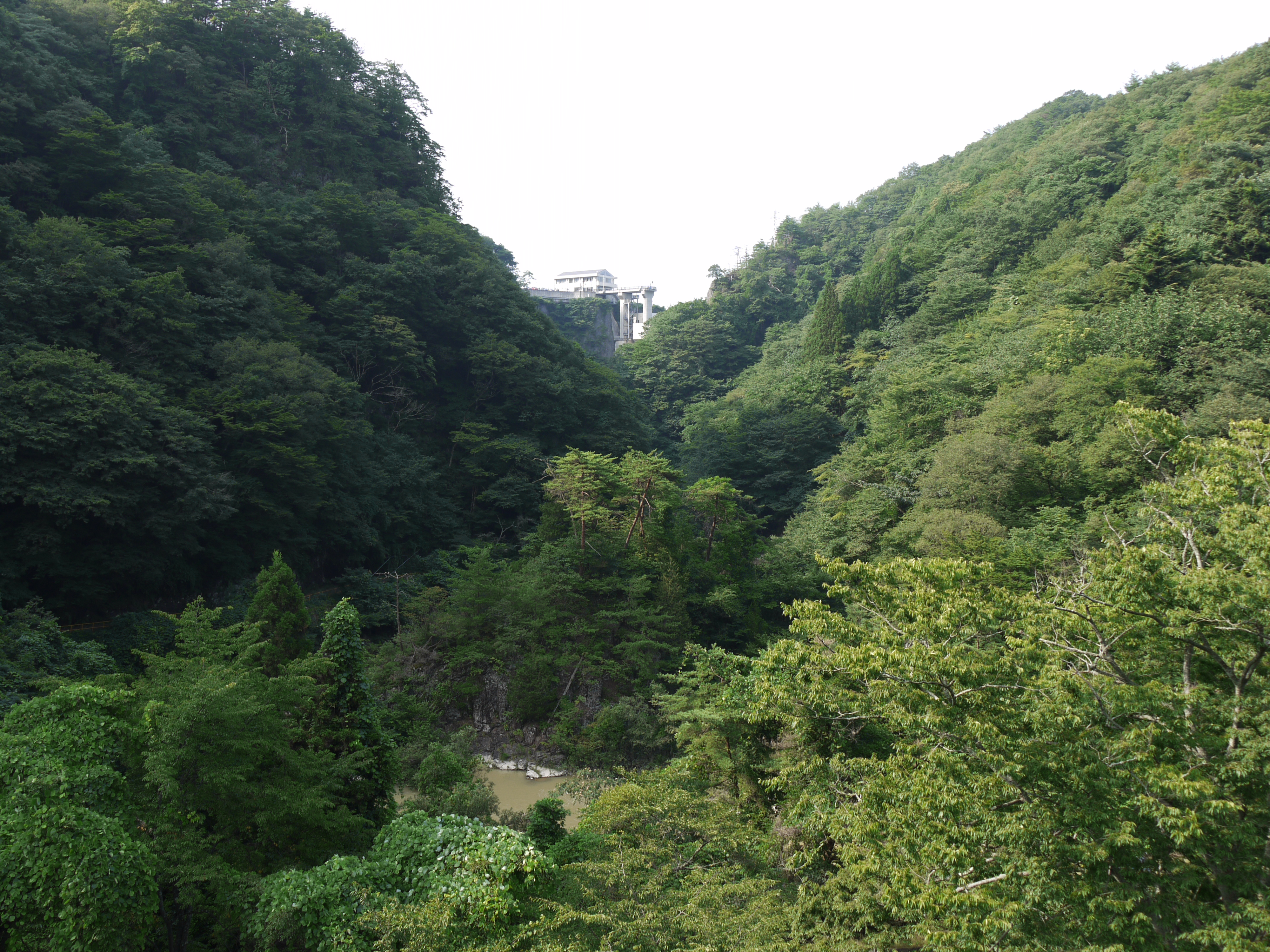
下流より望む花山ダム（2013年8月13日）